# Novembre 1775

## Événements
- Canada : Joseph Brant, chef mohawk va en Grande-Bretagne pour offrir la loyauté de l'iroquoisie aux britanniques.

- 2 novembre : prise du fort Saint-Jean après 45 jours de siège[1]. Richard Montgomery envahit le Québec conjointement avec Benedict Arnold

- 7 novembre : réforme des tribunaux de province en Russie[2]. Réforme administrative : la Russie est divisée en 51 gouvernements d’environ 300 000 habitants, à la place des 16 provinces, eux-mêmes divisés en districts (ouezdy)[3]. Un gouverneur désigné par l’empereur est placé à leur tête, avec de larges pouvoirs administratifs, policiers et judiciaire. Réforme de la justice. Chaque ordre (nobles, marchands, paysans libres), reçoit des tribunaux pour juger ses membres. Les libertés des Cosaques zaporogues sont supprimées.

- 9 novembre : reddition de Trois-Rivières (sans avoir été contrainte de le faire)[1].

- 10 novembre : création des Continental Marines[4].

- 13 novembre : Montréal capitule et passe aux insurgés américains. Le Château Ramezay devient leur quartier général.

- 20 novembre : création du 1st Canadian Regiment constitué de canadiens français qui vont combattre pour les américains.

- 21 novembre : Avertissement aux Fidèles sur les avantages de la Religion chrétienne et les effets pernicieux de l'Incrédulité. L’Assemblée du clergé s’inquiète des projets des réformateurs sur la tolérance.

- 28 novembre : le Congrès établit la Continental Navy[5].

## Naissances
- 12 novembre : Jean Guillaume Audinet-Serville (mort en 1858), entomologiste français.
- 19 novembre : Johann Karl Wilhelm Illiger († 1813), entomologiste et zoologiste allemand.

## Décès
- 3 novembre : Juan José Pérez Hernández, explorateur.